# 鮑德溫海崖
72°6′S 169°27′E / 72.100°S 169.450°E
鮑德溫海崖（英語：Baldwin Bluff），是南極洲的海崖，位於維多利亞地的彭內爾海岸，處於韋韋爾山西南面10公里的艾恩賽德冰川西南岸，美國地質調查局根據測量和該國海軍的空中照片繪入地圖，現時由南極條約體系管理。